# NGC 7230
NGC 7230 је спирална галаксија у сазвежђу Водолија која се налази на NGC листи објеката дубоког неба.
Деклинација објекта је - 17° 4' 28" а ректасцензија 22h 14m 13,1s. Привидна величина (магнитуда) објекта NGC 7230 износи 14,1 а фотографска магнитуда 14,9. NGC 7230 је још познат и под ознакама MCG -3-56-12, IRAS 22114-1719, PGC 68350.